# Логен (басейн на Северно море)
Логен или Нумедалслоген (на норвежки: Lågen, Numedalslågen) е втората по дължина река в Норвегия (фюлке Хордалан, Бюскерю и Вестфол) след Глома, вливаща се в протока Скагерак на Северно море. Дължина 359 km, площ на водосборния басейн 5554 km².

## Географска характеристика
Река Нумедалслоген изтича от малко планинско езеро, разположено на 1405 m н.в., в централната част на масива Хардангервид в Скандинавските планини, в източната част на фюлке Хордалан. В горното течение има източно направление, а след изтичането си от езерото Тунховдфиорд – южно. С изключение на най-долното си течение, Нумедалслоген е типична планинска река като тече в дълбока и тясна трогова долина, носеща названието Нумедал в средното ѝ течение. Последователно преминава през няколко проточни езера (Нурманслоген – 1244 m н.в., Бьорнесфиорд – 1223 m, Скрюкен – 1158 m, Полсбуфиорд – 757 m, Тунховдфиорд – 734 m, Нурефиорд – 265 m и др.) с множество бързеи, прагове и водопади между тях. Влива се в северната част на протока Скагерак на Северно море при град Ларвик, фюлке Вестфол.
Въпреки голямата си дължина водосборният басейн на Нумедалслоген обхваща малка площ от 5554 km², тъй като басейнът ѝ е тесен и дълъг. Речната ѝ мрежа е едностранно развита с с повече и малко по-дълги леви притоци. На север, изток и запад водосборният басейн на Нумедалслоген граничи с водосборните басейни на реките Драмселва, Шиенселва, Грьона, Бьорея и други по-малки, вливаща се в Северно море. Основни притоци: Дюпа, Хейнелва, Халдалсой, Реунгелва, Грюта, Веря (леви); Увдалселва (десен).
Нумедалслоген има предимно снежно-дъждовно подхранване с ясно изразено пълноводие през пролетта и началото на лятото и зимно маловодие. Среден годишен отток в устието 111 m³/s. В горното течение замръзва за няколко седмици, но не всяка година.

## Стопанско значение, селища
Част от водите ѝ се използват за производство на електроенергия (ВЕЦ Нуре І, Нуре ІІ, Мор и др.), битово и промишлено водоснабдяване и за речен туризъм. В горното и средно течение по долината ѝ са разположени предимно малки градчета и села, а в долното течение градовете – Конгсберг и Ларвик